# Thierry Vandeveld
Thierry Vandeveld is een Belgisch voormalig generaal en hofdignitaris.
Hij doorliep zijn dienst als generaal ingenieur van het militair materieel en als kolonel. Per koninklijk besluit nr. 809 van 16 juni 2015 benoemd tot directeur van het academisch onderwijs aan de Koninklijke Militaire School in opvolging van kolonel-ingenieur van het militair materieel P. Lodewyckx. Per koninklijk besluit van 1 augustus 2015 aangewezen voor het ambt van Vleugeladjudant van de koning. Hij werd in 2022 gepromoveerd tot generaal en benoemd tot hoofd van het Militair Huis van koning Filip. In 2024 ging hij met pensioen.

## Eretekens
- 2009: Commandeur in de Leopoldsorde[4]
- 2013: Commandeur in de Kroonorde[5]
- 2022: Grootkruis in de Kroonorde[6]